# 将軍後見職
将軍後見職（しょうぐんこうけんしょく）は、江戸時代後期、幕末に新設された政事総裁職、京都守護職と並ぶ江戸幕府の三要職の一つである。
安政5年（1858年）、年少の徳川家茂が14代将軍に就任したために、同年8月、前将軍・徳川家定の遺命と、同じく年少で将軍に付いた4代将軍・徳川家綱時の保科正之、11代将軍・徳川家斉における松平定信時の先例を名目に御三卿田安家の徳川慶頼が任命された。ただし、実際には大老・井伊直弼が形式的に擁立したもので正式な役職でもなく、実権も有しなかった。
ところが、文久2年（1862年）5月、朝廷内部に幕府内の親井伊派の処分を要求する動きがあり、その対応の一環として「家茂の成人」を理由に井伊に擁立された慶頼が後見職から退いた。続いて朝廷より、御三卿一橋家の徳川慶喜を幕府の正式な役職としての将軍後見職に任じるように勅諚が下された。これを受けて同年7月に慶喜が幕府の正式な役職として新設された将軍後見職に任命された。元治元年（1864年）3月、慶喜が禁裏守衛総督に転じたために廃止された。